# Ченге под наем
„Ченге под наем“ (английски: Stuber) е американска екшън комедия от 2019 г. на режисьора Майкъл Доус. Във филма участват Кумейл Нанджиани, Дейв Батиста, Ико Уайс, Натали Моралес, Бети Гилпин, Джими Татро, Мира Сорвино и Карън Гилън.